# Carl von Hock
Carl Ferdinand Hock, ab 1852 von Hock, ab 1859 Freiherr von Hock  (* 18. März 1808 in Prag; † 2. Januar 1869 in Wien), war ein Nationalökonom und Staatsmann im Kaisertum Österreich.

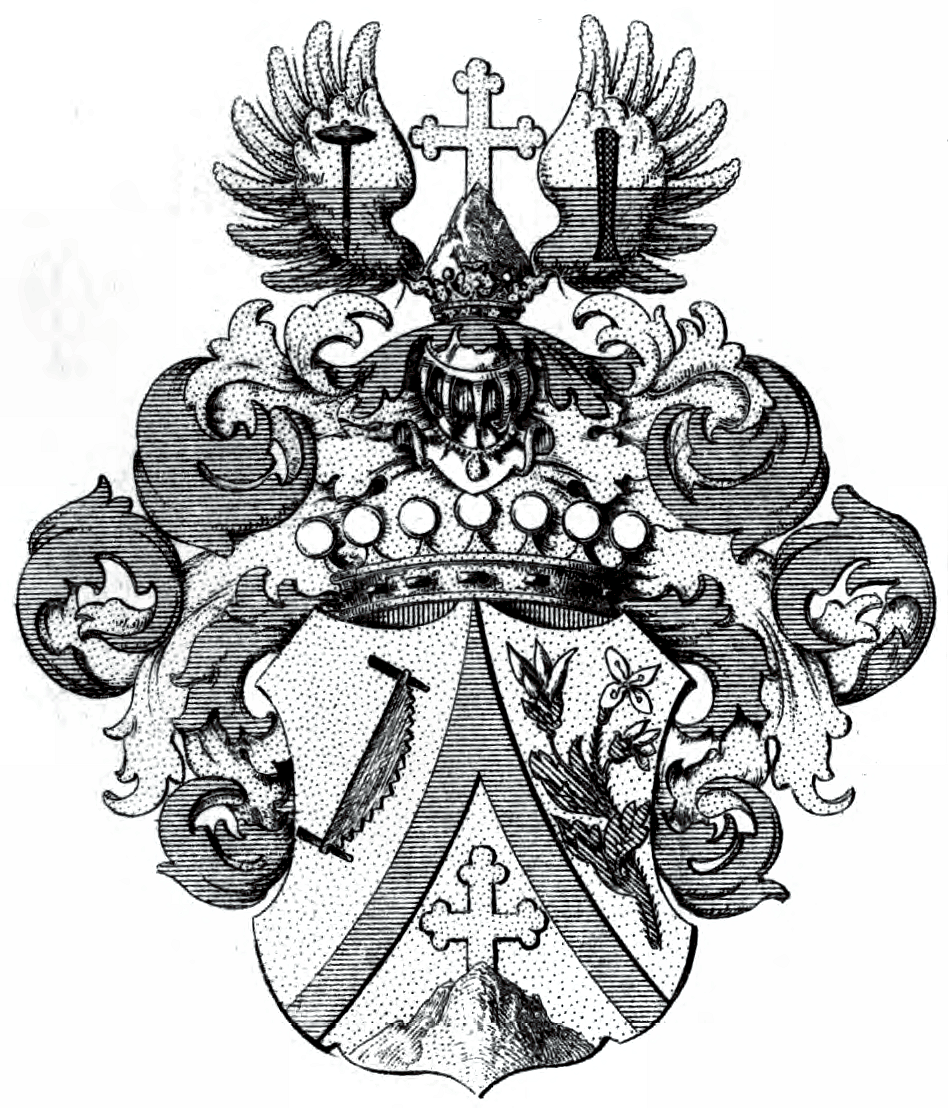
Wappen der Freiherren von Hock 1859

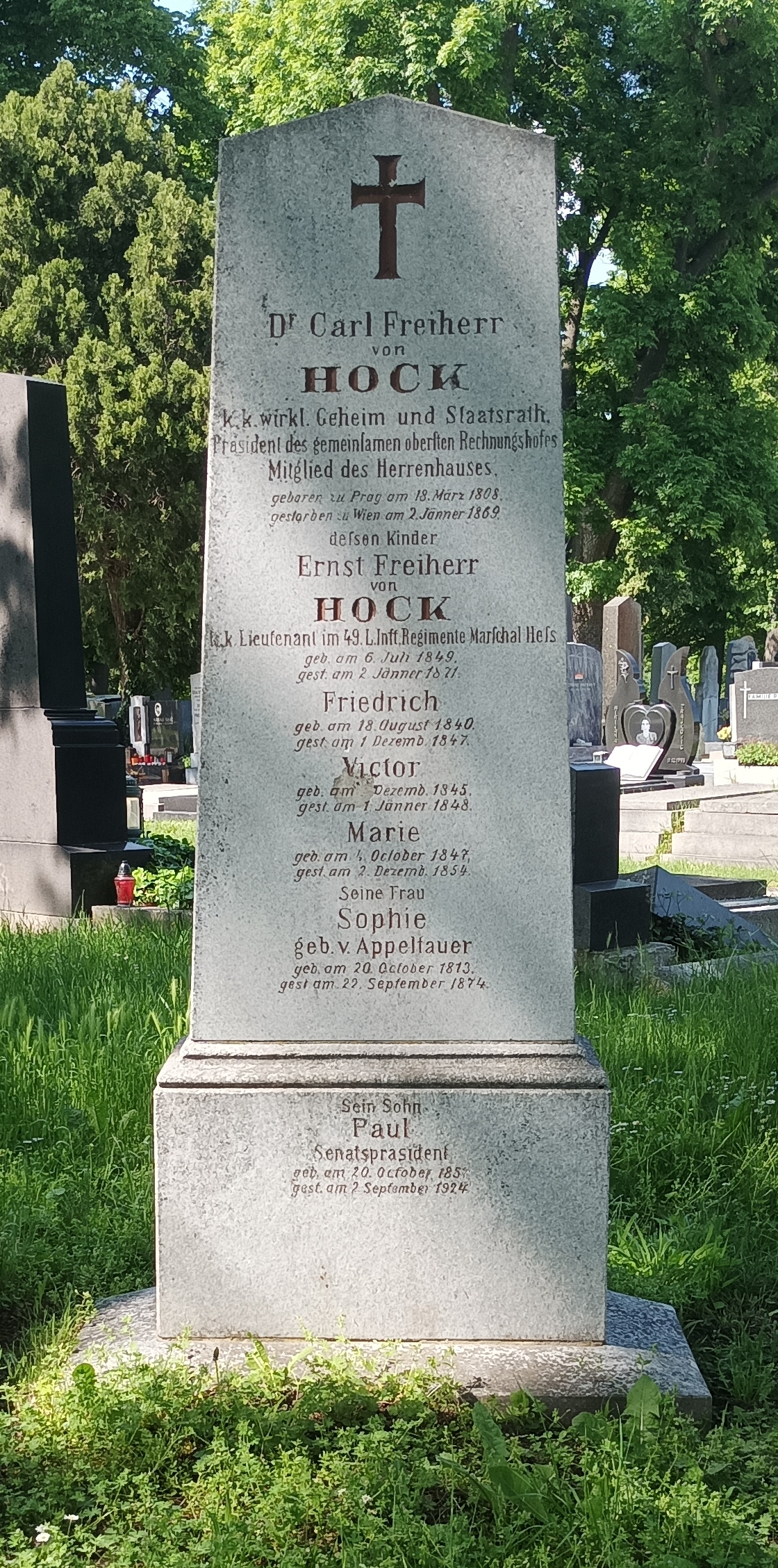
Grab von Carl von Hock und seiner Familie auf dem Wiener Zentralfriedhof

## Herkunft
Seine Eltern waren der Kaufmann Josef Karl Hock (1774–1855) und dessen Ehefrau Karoline Rosenberg (1777–1825), eine Tochter des Kaufmanns Salomon Rosenberg aus Prag und dessen Ehefrau Josefa Tachau-

## Leben
Carl Hock studierte in Prag Philosophie. Als er später die amtliche Laufbahn einschlug, befasste er sich vor allem mit Nationalökonomie und Statistik. Als Sektionschef im Finanzministerium beteiligte sich Hock an den österreichischen Finanzreformen und am österreichisch-französischen Handelsvertrags. Er wurde 1852 geadelt und 1859 in den Freiherrenstand erhoben. 1865 wurde er Mitglied des Staatsrats für die Länder diesseits der Leitha. 

## Familie
Er heiratete 1835 in  Wien-Hietzing Sophie von Appeltauer (1813–1874), eine Tochter des Landrats Karl von Appeltauer und dessen Ehefrau Aloisia Wolf. Das Paar hatte drei Kinder, die das Erwachsenenalter erreichten:
- Ernst (* 6. Juli 1849; † 2. Jänner 1871), Lieutenant
- Johanna (* 24. Mai 1855; † 1925), 1876 Heirat mit dem Arzt Valentin Ladenbauer (1847–1902), fünf Kinder[1]
- Paul (* 20. Oktober 1857; † 2. September 1924), österreichischer Politiker

## Schriften
- Gerbert oder Papst Sylvester II. und sein Jahrhundert. Wien 1837 (Digitalisat in der Digitalen Bibliothek Mecklenburg-Vorpommern)
- Über Rauer, Probleme der Staatskunst etc. Rezension, in:  Zeitschrift für Philosophie und katholische Theologie, 6. Jahrgang, Bädeker, Koblenz  1837, S. 96–104  (Google Books).
- Die öffentlichen Abgaben und Schulden. Stuttgart 1863
- Die Finanzen und die Finanzgeschichte der Vereinigten Staaten. Stuttgart 1867
- Der österreichische Staatsrat. Wien 1868–1878